# Filialkirche Felixdorf

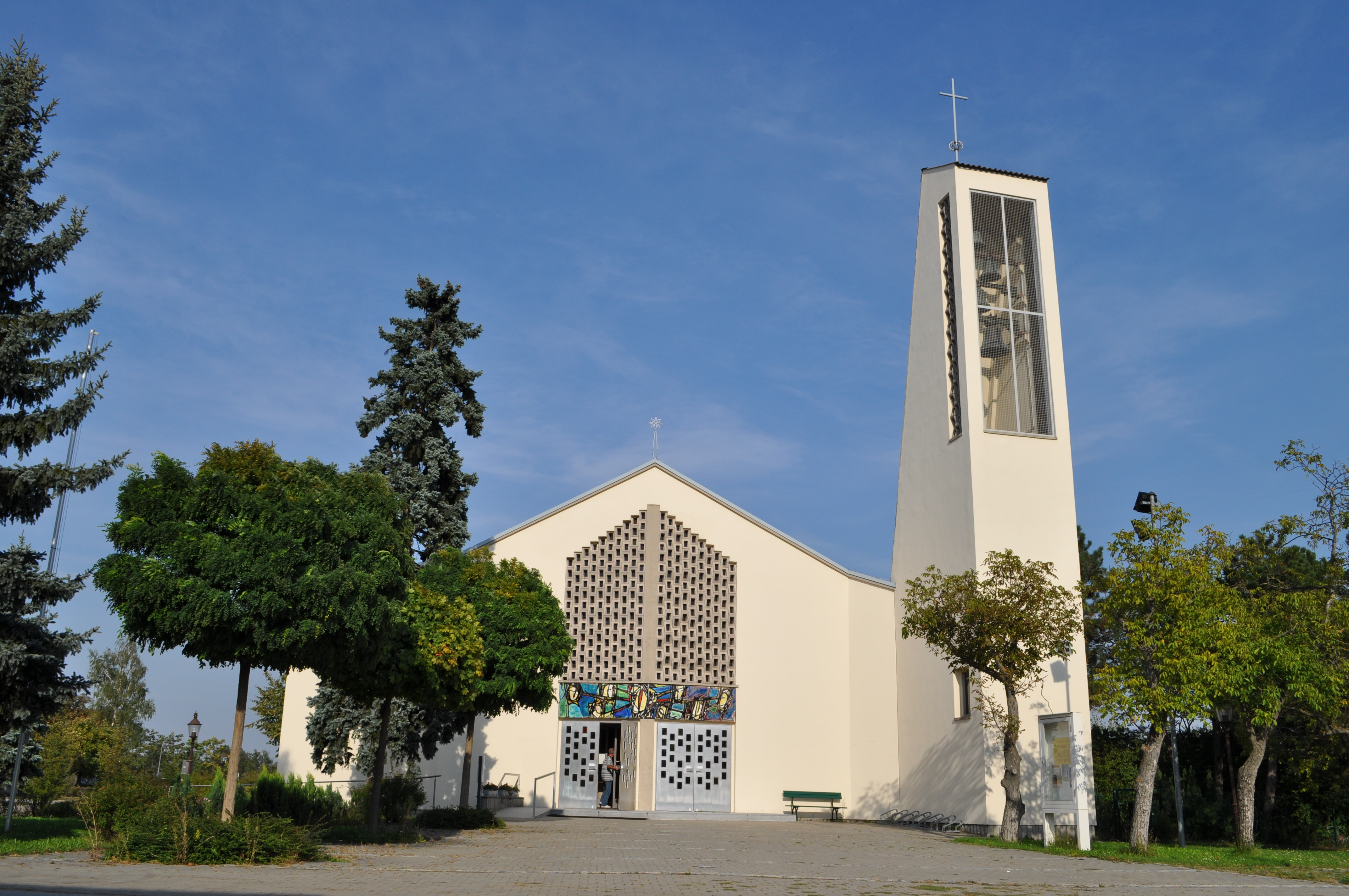
Pfarrkirche Unbefleckte Empfängnis Mariens in Felixdorf

Die römisch-katholische Filialkirche Felixdorf steht in der Marktgemeinde Felixdorf in Niederösterreich. Die Filialkirche Unbefleckte Empfängnis Mariens gehört zur Pfarre Zum guten Hirten im Steinfeld im Dekanat Wiener Neustadt in der Erzdiözese Wien. Die Kirche steht unter Denkmalschutz.

## Geschichte
Die Pfarre Felixdorf wurde 1939 gegründet (eigene Matriken bestehen schon ab 1927); zuvor gehörten die Felixdorfer zur Pfarre Theresienfeld. Die Pfarrkirche wurde von 1958 bis 1960 nach den Plänen des Architekten Kurt Bartak erbaut.
Am 1. Jänner 2017 wurde die Pfarre Theresienfeld um die Pfarren Felixdorf und Sollenau erweitert und in Zum guten Hirten im Steinfeld umbenannt. Als Pfarrkirche wurde die Pfarrkirche Sollenau bestimmt. Die Pfarre Felixdorf wurde aufgehoben. Die ehemalige Pfarrkirche Felixdorf ist seither eine Filialkirche der Pfarre Zum guten Hirten im Steinfeld und ist die Kirche der Teilgemeinde Unbefleckte Empfängnis.

## Architektur
Die Kirche ist ein Betonbau mit Zeltcharakter und hat über einem trapezförmigen Grundriss ein mächtiges Satteldach. Die Fassade zeigt glatte Fronten. Die Hauptfassade dominiert mit einer wuchtigen Giebelmauer mit einer Betonglasfensterwand und einem Mosaik. Der seitlich vorgestellte Glockenturm hat eine asymmetrische Silhouette.
Das Kircheninnere mit einem großen Saalraum schließt mit einem holzverkleideten Satteldach. Mit Rundpfeilerreihen entstanden seitlich schmale seitenschiffartige Bereiche. Die Empore steht auf Rundsäulen.

## Ausstattung
Die Ausstattung ist aus der Bauzeit. Der Hochaltar entstand nach einem Entwurf von Kurt Bartak. Das Altarkreuz, den Kreuzweg und das Portalmosaik schuf der Maler Florian Jakowitsch. Die Glasfenster und die Statuen Maria Immaculata und hl. Josef schuf der Bildhauer Gottfried Fuetsch.
Die Orgel aus 1966 mit 6 Registern und 2 Manualen stammt von Rudolf Novak.